# 처방전

처방전

처방전(處方篆, 영어: prescription)은 의사가 환자에게 투여할 약제의 내용을 기재한 문서이다. 환자의 성명과 연령, 약품의 명칭과 분류, 조제의 방법과 주의사항, 복용 방법과 날짜 및 의사의 서명이 기재되어 있다. 의약 분업상 의사가 환자 상태에 따라 약제를 결정하여 처방한 후 처방전을 발급하면, 환자는 발급된 처방전을 가지고 약국에 가서 약사로부터 조제약을 받아 복용하게 된다.

## 판례
- 의사가 직접 환자를 진찰하지 않고 처방전을 작성하여 교부한 경우, 그 행위와 대향범관계에 있는 ‘처방전을 교부받은 행위’를 한 자가 의사에게 진찰 없는 처방전 교부를 교사한 사실이 인정되더라도 그에게 형법총칙상 교사범 규정을 적용할 수 없다.[1]

## 같이 보기
- 오프라벨
- 의료기기